# Алегазовська сільська рада
Алега́зовська сільська рада (рос. Алегазовский сельский совет) — муніципальне утворення у складі Мечетлінського району Башкортостану, Росія. Адміністративний центр — село Алегазово.

## Населення
Населення — 2550 осіб (2019, 3072 в 2010, 3411 в 2002).

## Склад
До складу поселення входять такі населені пункти:
| Населений пункт            | Населення, осіб (2002) | Населення, осіб (2010) |
| -------------------------- | ---------------------- | ---------------------- |
| Ай, присілок               | 50                     | 33                     |
| Алегазово, село            | 1323                   | 1341                   |
| Большекизилбаєво, присілок | 508                    | 451                    |
| Бургаджино, присілок       | 260                    | 249                    |
| Буртаковка, присілок       | 289                    | 248                    |
| Малокизилбаєво, присілок   | 80                     | 75                     |
| Мелекасово, присілок       | 274                    | 259                    |
| Октябрськ, присілок        | 580                    | 394                    |
| Сосновка, присілок         | 47                     | 22                     |